# Portman Road
Portman Road este un stadion de fotbal din Ipswich, Suffolk, Anglia, construit în anul 1884. Stadionul găzduiește încă de la inaugurare meciurile echipei Ipswich Town Tot aici au avut loc multe meciuri internaționale de tineret din Anglia și un meci internațional amical de seniori a Angliei, împotriva Croației în 2003. S-au organizat aici mai multe alte evenimente sportive, inclusiv reuniuni de atletism și meciuri internaționale de hochei pe iarbă, concerte muzicale și evenimente creștine.
Stadionul a înregistrat cea mai mare prezență în martie 1975, când 38.010 fani au participat la un meci împotriva echipei Leeds United.
Cele patru tribune ale sale au fost dotate în întregime cu scaune la începutul anilor 1990, în urma recomandărilor Raportului Taylor. Stadionul a suferit reamenajări semnificative la începutul anilor 2000, care a fost crescută capacitatea de la 22.600 la 30.311, devenind cel mai mare stadion de fotbal din estul Angliei. Odată finalizată preluarea de către Gamechanger 20 Ltd în 2021, clubul a investit masiv în stadion pentru a-l aduce la standarde moderne după ani de neglijență din partea proprietarilor anteriori. Modernizările au inclus încălzirea sub -ol și un nou gazon hibrid. Capacitatea stadionului a fost redusă temporar la 29.673 de locuri. După promovarea clubului înapoi în Premier League în 2024, clubul a trebuit să investească din nou masiv în stadion pentru a-l aduce la standardele Premier League. Aceasta a inclus peste 100 de proiecte, de la noi zone de presă și camere până la creșterea alocării de locuri suporterilor echipei oaspete. Odată ce aceste upgrade-uri au fost finalizate, capacitatea arenei a ajuns la 30.014 de locuri.